# 1912-es magyar vívóbajnokság
Az 1912-es magyar vívóbajnokság a tizenharmadik magyar bajnokság volt. A bajnokságot május 4-én (tőr), illetve május 4. és 5. között (kard) rendezték meg Budapesten, a Műegyetemen.

## Eredmények
| Versenyszám     | Arany                    | Arany | Ezüst              | Ezüst | Bronz                      | Bronz |
| --------------- | ------------------------ | ----- | ------------------ | ----- | -------------------------- | ----- |
| Férfi tőrvívás  | dr. Pajzs Pál MAC        |       | dr. Tóth Péter MAC |       | Schenker Zoltán Szegedi VE |       |
| Férfi kardvívás | Werkner Lajos Nemzeti VC |       | dr. Tóth Péter MAC |       | Dunay Bertalan BBTE        |       |